# Robert van Zeebroeck
Robert van Zeebroeck (31 de outubro de 1909 – data da morte desconhecida) foi um patinador artístico belga. Ele conquistou uma medalha de bronze olímpica em 1928.

## Principais resultados

### Individual masculino
| Resultados                                            | Resultados    | Resultados        | Resultados    | Resultados    | Resultados    | Resultados    | Resultados    | Resultados    | Resultados    | Resultados    | Resultados    | Resultados    |
| Internacional                                         | Internacional | Internacional     | Internacional | Internacional | Internacional | Internacional | Internacional | Internacional | Internacional | Internacional | Internacional | Internacional |
| Evento/Temporada                                      | 1925– 1926    |                   | 1927– 1928    |               | 1935– 1936    |               | 1937– 1938    |               |               |               |               |               |
| ----------------------------------------------------- | ------------- | ----------------- | ------------- | ------------- | ------------- | ------------- | ------------- | ------------- | ------------- | ------------- | ------------- | ------------- |
| Jogos Olímpicos                                       |               | Medalha de bronze |               |               |               |               |               |               |               |               |               |               |
| Campeonato Mundial                                    | 7.º           |                   |               | 9.º           |               |               |               |               |               |               |               |               |
| Campeonato Europeu                                    | 6.º           |                   | 10.º          |               |               |               |               |               |               |               |               |               |
|                                                       |               |                   |               |               |               |               |               |               |               |               |               |               |
| Legenda: Competição não foi disputada nesta temporada |               |                   |               |               |               |               |               |               |               |               |               |               |

### Duplas com Josy van Leberghe
| Jogos Olímpicos | 6.º |